# Исполинские козодои
Исполинские козодои, или лесные козодои (лат. Nyctibius), — род птиц из отряда козодоеобразных, выделяемый в семейство исполинских или лесных козодоев (Nyctibiidae). В семейство лесных козодоев выделяют также монотипичный род Phyllaemulor.
Исполинские козодои населяют леса и открытые лесистые области в Центральной и Южной Америке, а также Антильские острова. Между полами не существует никакого выраженного полового диморфизма. В течение дня они отдыхают прямо на пнях или сломанных ветвях и благодаря своему бурому полосатому или пятнистому оперению выглядят как составная часть своего сидячего места. Исполинские козодои активны ночью и как мухоловки набрасываются с ветки вниз на насекомых. Самка откладывает одно пятнистое яйцо, местом гнездования служит верхняя сторона пня.

## Классификация
Международный союз орнитологов выделяет шесть видов: 
- Nyctibius aethereus — Длиннохвостый исполинский козодой[4], или длиннохвостый лесной козодой
- Nyctibius grandis — Исполинский козодой, или исполинский лесной козодой
- Nyctibius griseus — Серый исполинский козодой, или серый лесной козодой
- Nyctibius jamaicensis — Мексиканский лесной козодой
- Nyctibius leucopterus — Белокрылый исполинский козодой[4], или белокрылый лесной козодой
- Nyctibius maculosus — Андский лесной козодой